# Обан (аэропорт)
Аэропорт Обан (англ. Oban Airport, гэльск. Port-adhair An t-Òban) (ИАТА: OBN, ИКАО: EGEO) расположен рядом с деревней Норт-Коннел, Аргайл-энд-Бьют, Шотландия. Это небольшой аэропорт, на данный момент не используется коммерческой авиацией.
Тем не менее, с 2006 года оператор аэропорта, Совет Аргайл и Бьют, опубликовал планы открытия коммерческих рейсов между Обаном и тремя отдалёнными островными общинами, Колл, Колонсей и Тайри. Также началось строительство терминала и модернизация аэропорта. В планах Совета открытие рейсов в Глазго и Эдинбург из Обана, а также на три острова.

## Инциденты
В апреле 2007 года 3 человека погибли при крушении лёгкого самолёта, направляющегося в Эссекс. Самолёт разбился после взлёта.